# Алёхин, Евгений Игоревич
Евгений Игоревич Алёхин (род. 20 июля 1985 года, Кемерово) — русский прозаик, поэт, актёр, музыкант, редактор, издатель и кинорежиссёр.

## Биография
Учился на филолога, режиссёра театра (в КемГИКе) и сценариста, но диплома о высшем образовании так и не получил. Сменил множество профессий от продавца и грузчика в розничной торговле до сценариста мультфильмов и киноактёра. В 2004 году получил специальный приз «Голос поколения» премии «Дебют», затем последовали публикации в журналах «Октябрь», «Крещатик», «Нева», «Волга», «Знамя» и др. В 2008 году повесть «Третья штанина» вошла в шорт-лист Бунинской премии, а в 2013 году рассказ «Пляж» в шорт-лист премии О. Генри. В 2022 году его роман «Девственность» был включён в длинный список номинации «Национальный бестселлер», но не прошёл в шорт-лист премии.
Литературную деятельность совмещает с музыкальной: Алёхин — вокалист в группах «Ночные грузчики», «Макулатура» и «Шляпа Шаляпина». В 2011 году как автор текстов групп «Ночные грузчики» и «Макулатура» номинировался на премию «Степной волк» Артемия Троицкого.
С 2012 года издаёт и редактирует книги. Совместно с бывшим басистом «Макулатуры» Кириллом Маевским основал независимое издательство «Ил-music», которое специализируется исключительно на художественной литературе.
Срежиссировал несколько видеоклипов для своих музыкальных групп, а также групп «Щенки», «Он Юн», RSAC, «Позоры». В 2015 году пытался поставить сериал «Русский лес» по собственному сценарию, но быстро утратил интерес к проекту, воспринимая снятую пилотную серию как ученическую короткометражку. Спродюсировал документальные фильмы «Внутренний реп» (2016) и «На сеансе» (2018). Также снимал видеоблоги и бэкстейджи для поп-группы ЛСП.
В 2017 году вышел триллер «Чёрная вода» режиссёра Романа Каримова, в котором Алёхин сыграл одну из главных ролей. В 2023 году вышел байопик о поэте Борисе Рыжем, роль которого исполнил Алёхин.

### Книги
- З-я штанина (2011)
- Камерная музыка (2012)
- Ни океанов, ни морей (2012)
- Птичья гавань (2015)
- Календарь (2018)
- Рутина / книга первая (2019)
- Ядерная весна (2019)
- Метод айсберга (2019)
- Дрейфующие (в соавторстве с К. Сперанским, К. Росляковым, 2019)
- Рутина / книга вторая (2020)
- Восхождение (2020)
- Рутина / книга третья (2020)
- детк / верлибры (2020)
- Ладно, пока! (2021)
- «Я никогда не блюю в тазики» и ещё 46 рассказов (2021)
- Девственность (2022)
- Фоторужьё (2023)
- Луноход-1 (2023)
- Календарь II (2024)
- Тебя зовут Фрол (в соавторстве с К. Рябовым, 2025)

## Фильмография
- 2008 — «Татра» (Красава)
- 2012 — «Алёхин» (документальный)
- 2015 — «Холодно» (Гена Алёхин)
- 2015 — «Русский лес» (сериал; сценарий, постановка, роль — Маевский)
- 2016 — «Арбузные корки» (Матвей)
- 2016 — «Внутренний реп» (документальный)
- 2017 — «Чёрная вода» (Петя)
- 2018 — «На сеансе» (документальный)
- 2018 — «Ирония судьбы, или Tragic City» (Костя)
- 2021 — «Конец тура» (документальный)
- 2023 — «Поедем с тобой в Макао» (игрок в покер)
- 2024 — «Рыжий» (Борис Рыжий)

## Дискография
- По данным Discogs[8][9].

### Макулатура
| Альбомы - 2003 — У слонопотама на этот счёт могут быть совсем другие соображения - 2009 — Детский психиатр - 2010 — Девять рассказов - 2011 — Осень - 2014 — Пролог - 2016 — Пляж - 2017 — Сеанс - 2019 — Место - 2019 — Rocky & Chonyatsky - 2020 — Утопия - 2021 — Я намерен хорошо провести этот вечер - 2022 — Акрополь - 2023 — нигде! - 2024 — эпилог | Мини-альбомы - 2011 — Время героев - 2012 — Падение - 2013 — Родина еда - 2021 — Большая мечта - 2022 — Огромная работа круглосуточно - 2023 — Это ещё цветочки - 2024 — Пасха. 10 мая - 2024 — Почему не танцуете | Синглы - 2010 — ОПЖ - 2011 — Будни - 2018 — Все умные люди планеты - 2018 — Остров проклятых - 2019 — Последний друг - 2019 — Пальцы - 2020 — Фоторужьё - 2021 — Диптих - 2022 — Океан - 2022 — Доброе похмелье - 2022 — Точка невозврата - 2023 — Черепаха - 2023 — Комосапиенс - 2023 — Моя борьба - 2023 — Что такое старость |

| Альбомы - 2014 — Круиз - 2020 — Сосунки Альбомы - 2007 — Танцуй и думай - 2008 — В 2 раза больше боли, в 2 раза больше любви - 2009 — О, человек - 2010 — Критика чистого сердца - 2018 — Ночные грузчики | - 2019 — soundtrack_for_your_dreams - 2019 — бэкстейджи - 2020 — Чем оху…льнее мои истории тем хуже слушаются меня пальцы - 2020 — Просушка - 2021 — Просушка+ - 2021 — Не глотать - 2021 — Штиль, и друг-камень - 2022 — Небылицы (feat. Pivnoy Cowboy) - 2022 — ЗОЖ - 2022 — 1 2 3 жопа - 2022 — Тридцатьсемдесят - 2023 — сепия - 2025 — Игровое кино, дохлая рыбина |